# بير اندكفيست
بير اندكفيست (بالسويدية: Per Lundqvist)‏ هو لاعب هوكي الجليد سويدي، ولد في 24 يناير 1951 في أورنشولدسفيك في السويد.

## وصلات خارجية
- بير اندكفيست على موقع EliteProspects.com (الإنجليزية)
- بير اندكفيست على موقع Eurohockey.com (الإنجليزية)
- بير اندكفيست على موقع أوليمبيديا (الإنجليزية)
- بير اندكفيست على موقع اللجنة الأولمبية السويدية (السويدية)